# Taddeo l'esploratore e il segreto di re Mida
Taddeo l'esploratore e il segreto di re Mida (Tadeo Jones 2: El secreto del rey Midas) è un film d'animazione spagnolo del 2017 diretto da Enrique Gato e David Alonso. È il seguito di Le avventure di Taddeo l'esploratore, distribuito nel 2012.

## Trama
Taddeo (che ora studia archeologia) viene invitato da Sara a una mostra la cui inaugurazione si terrà al Luxurious Hotel di Las Vegas. Prima di partire col cane Jeff, Taddeo riceve la visita della mummia guardiana di Paititi, esiliata dal "tribunale delle mummie" per averlo lasciato andare, che non avendo dove andare lo prega di accompagnarlo. Taddeo incontra Tiffany, assistente di Sara, che quest'ultima ha incaricato di occuparsi di lui. Sara mostra a Taddeo il papiro di re Mida e i suoi appunti sulla sua magica collana, composta da tre pezzi d'oro. Mida era un re potente che sconfisse tutti i suoi nemici in onore di Apollo che, riconoscente, gli donò la collana; divenne incredibilmente ricco, ma quando un giorno sua figlia lo abbracciò e si trasformò in una statua d'oro, Mida seguì il consiglio di Apollo e offrì ciascun pezzo a tre dèi in vari templi in giro per il mondo; così facendo rinunciò a un potere immenso, ma riportò in vita sua figlia, in poche parole si sacrificò per amore. Pare che uno dei tre pezzi si trovi nel Tempio Rosso di Baal; se la collana esiste veramente, allora esiste anche il potere di trasformare tutto ciò che si tocca in oro.
Durante la presentazione di Sara, alcuni uomini loschi sganciano dei fumogeni e approfittano del caos per rubare il papiro e rapire Sara. Taddeo recupera il taccuino di Sara e parte insieme a Tiffany, la mummia, Jeff e il pappagallo Belzoni verso Granada, dove si trovano il Tempio Rosso di Baal e l'Alhambra, fortezza moresca conosciuta anche come Cittadella rossa. Intanto Jack Rackham, capo dei rapitori, inietta a Sara un siero della verità e scopre che le indicazioni che cerca si trovano nel suo taccuino, ora in possesso di Taddeo.
Arrivati a Granada, il gruppo viene inseguito da alcuni scagnozzi di Rackham, ma riescono a seminarli. Spostando alcune statue di una fontana di pietra, Taddeo, Tiffany e la mummia entrano in un labirinto/tempio sotterraneo (mentre Jeff e Belzoni rimangono a fare da guardia) e, seguendo un ratto, trovano la statua di Baal. La strada che conduce verso la statua è chiazzata d'oro, e nella fontanella irrigata dalla statua trovano un pezzo della collana di Mida. Dopo aver preso il pezzo, il gruppo viene rinchiuso nella stanza, e da tutte le statue presenti sgorgano fiotti d'acqua che la allagano. Taddeo, Tiffany e la mummia riescono a scappare in tempo dopo aver sollevato dal pavimento una lastra chiazzata d'oro, fuoriuscendo da un tombino. All'esterno vengono sorpresi da Rackham e Sara (ancora stordita dal siero), quest'ultima che prega Taddeo di non consegnargli il pezzo della collana. Tuttavia, per salvarla Taddeo accetta lo scambio, accettando di consegnare a Rackham anche il taccuino. Quando quest'ultimo se ne va, Taddeo rivela di aver conservato alcune pagine, e Sara propone di andare subito nella regione turca della Cappadocia: il loro prossimo obiettivo è infatti il Tempo di Ariniddu (moglie di Baal, nota come "dea della luce") e un altro tempio ancora incognito.
Taddeo recupera il secondo pezzo della collana e scopre su una montagna il simbolo di Mida, poi spiega agli amici che Mida non fece la sua ultima offerta in un tempio già esistente, ma ne costruì uno per Apollo: il terzo e ultimo pezzo si trova là. Sara però vuole distruggere il pezzo perché il potere degli dèi non deve finire in mano ai mortali, in caso contrario Rackham diventerà invincibile. Tiffany, sconvolta dalle parole di Sara, prende il pezzo e lo consegna a Rackham, mentre la stessa Sara si dirige da sola verso il tempio con il simbolo di Mida; successivamente sopraggiungono anche Rackham, Tiffany, Taddeo e la mummia.
L'ultimo pezzo si trova nel sarcofago di Mida. Con indosso la collana al completo, Rackham inizia a testare il potere di Mida. Tiffany protesta, dicendo che secondo il loro accordo a lei sarebbe andata la fama mentre a lui il potere, e che una volta ottenuto avrebbe dovuto liberare i prigionieri. Tiffany prova a sparare a Rackham, inutilmente dato che grazie a potere il suo corpo ora è resistente. Rackham cerca di ucciderli trasformandoli in statue d'oro, ma viene schiacciato da un masso caduto dopo che Taddeo riesce a fargli colpire il soffitto anziché lui. Purtroppo Sara, precedentemente colpita da Rackham, si trasforma in una statua d'oro, non prima di aver detto a Taddeo che lo ama; Taddeo sceglie di rimanere con lei nonostante i crolli, e le dà una collana che intendeva regalarle durante un viaggio in nave. Il sacrificio d'amore di Taddeo fa sì che Sara torni in carne e ossa e i crolli cessino: serviva infatti un sacrificio come quello della figlia di Mida.
Durante una festa, Sara (che aveva deciso di concentrarsi sul lavoro anziché sulla sua vita privata, e per un malinteso si era convinta che Taddeo amasse Tiffany) e Taddeo si fidanzano ufficialmente, fanno pace con Tiffany e la mummia dichiara che tornerà a Paititi con un oggetto d'oro rinvenuto nel tempio.

## Colonna sonora
La colonna sonora, composta da Zacarías M. de la Riva (con musiche aggiuntive di Álex Martínez), è stata pubblicata il 25 agosto 2017 da Mira Mi Música. La durata complessiva è di 54:47.
1. Misión Bajo el Agua - 3:01
2. Rackham y Títulos de Inicio - 1:18
3. La Larga Historia de la Momia - 1:44
4. Conociendo a Tiffany - 1:14
5. El Papiro del Rey Midas - 2:00
6. La Leyenda del Rey Midas - 3:26
7. Rackham Secuestra a Sara - 1:17
8. El Templo Rojo de Baal - 2:05
9. Rackham Interroga a Sara - 1:39
10. El Bastón de Rackham - 1:02
11. Llegan a la Alhambra - 1:24
12. La Fuente de los Leones - 2:08
13. Debajo de la Alhambra - 1:45
14. Por los Túneles - 4:29
15. Rackham Se Lleva el Cuaderno - 2:36
16. En un Barco Rumbo a Turquía - 2:56
17. El Templo de Ariniddu - 2:30
18. La Montaña - 2:47
19. Cruzando el Lago - 1:18
20. La Tumba de Midas - 3:35
21. La Pelea - 1:52
22. Aplastando a Rackham - 1:13
23. Sacrificio por Amor - 1:20
24. El Secreto de Rey Midas - 5:08

Nel film sono presenti anche le seguenti canzoni:
1. Elvis Presley e Junkie XL - A Little Less Conversation - 2:28
2. David Bisbal e Martina Stoessel - Todo Es Posible - 3:37
3. El Negri - Tutti Frutti - 2:52

## Riconoscimenti
- 2018 - Cinema Writers Circle Awards[2]
  - Miglior film d'animazione
- 2018 - Premio Gaudí[3]
  - Miglior film d'animazione
- 2018 - Premio Goya[4]
  - Miglior film d'animazione
- 2018 - Premios Platino del Cine Iberoamericano[5]
  - Candidatura al miglior film d'animazione
- 2018 - Premios Quirino[6]
  - Candidatura al miglior lungometraggio d'animazione
  - Candidatura al miglior design di animazione di un'opera d'animazione
  - Candidatura al miglior sound e design musicale originale di un'opera d'animazione

## Sequel
Nel 2022 è uscito un altro sequel, Taddeo l'esploratore e la tavola di smeraldo.